# Annika Thörnquist
Annika Margaretha Thörnquist, född 8 juni 1971 i Karlstad, är en svensk sångerska, mest känd som medlem i pop/dancegruppen Da Buzz sedan 1999. 

## Biografi
Thörnquist växte upp i en musikalisk familj och har sjungit inom en rad olika genrer, bland annat jazz, pop, rock och klassisk musik. Utöver sång behärskar hon piano och fiol. Thörnquist blev medlem i Da Buzz efter att hon upptäcktes av Per Lidén och Pier Schmid när hon spelade i ett lokalt band i Karlstad. Hon är bosatt i Stockholm.

## Diskografi
- 2016 – Waltz for the Indecisive